# Vanesa Gimbert
Vanesa Gimbert Acosta (née le 19 avril 1980 à Bergara) est une footballeuse internationale espagnole. Elle joue généralement comme milieu défensif ou défenseure centrale.

## Biographie
Elle joue plus de 500 matchs dans le championnat espagnol.
Avec l'équipe d'Espagne, elle participe aux éliminatoires de la Coupe du monde féminine 2003, puis aux éliminatoires de la Coupe du monde féminine 2007 (dix matchs, deux buts).
Elle participe également à la phase finale du championnat d'Europe féminin 1997, où l'Espagne s'incline en demi-finale face à l'Italie, mais ne joue pas une seule minute durant le tournoi.

## Palmarès
Levante UD
- Championne d'Espagne : 2001, 2002.
- Vainqueur de la Coupe d'Espagne : 2000, 2001 et 2002.
- Vainqueur de la Supercoupe d'Espagne : 2000.

Rayo Vallecano
- Championne d'Espagne : 2009 et 2010.
- Vainqueur de la Coupe d'Espagne : 2008.

RCD Espanyol
- Vainqueur de la Coupe d'Espagne : 2012.

Athletic Bilbao
- Championne d'Espagne : 2016.

## Statistiques

### En club
| Saison                | Club                      | Championnat           | Championnat | Championnat | Coupe(s) nationale(s) | Coupe(s) nationale(s) | Supercoupe | Supercoupe | Compétition(s) continentale(s) | Compétition(s) continentale(s) | Compétition(s) continentale(s) | Total | Total |
| Saison                | Club                      | Division              | M.          | B.          | M.                    | B.                    | M.         | B.         | Comp.                          | M.                             | B.                             | M.    | B.    |
| 1998-1999             | Montilla CF               | División de Honor     |             |             | -                     | -                     | -          | -          | -                              | -                              | -                              | 0     | 0     |
| Sous-total            | Sous-total                | Sous-total            | 0           | 0           | -                     | -                     | -          | -          | -                              | -                              | -                              | 0     | 0     |
| 1999-2000             | Levante UD                | División de Honor     |             |             | 1+                    | 0+                    | 0+         | 0          | -                              | -                              | -                              | 1     | 0     |
| 2000-2001             | Levante UD                | División de Honor     |             |             | 1+                    | 3+                    | -          | -          | -                              | -                              | -                              | 1     | 3     |
| 2001-2002             | Levante UD                | Superliga             |             |             |                       |                       | -          | -          | WCL                            | 3                              | 3                              | 3     | 3     |
| 2002-2003             | Levante UD                | Superliga             | 5+          | 1+          |                       |                       | -          | -          | WCL                            | 3                              | 1                              | 8     | 2     |
| Sous-total            | Sous-total                | Sous-total            | 5           | 1           | 2                     | 3                     | -          | -          | -                              | 6                              | 4                              | 13    | 8     |
| 2003-2004             | CFF Estudiantes de Huelva | Superliga             | 10+         | 5+          | -                     | -                     | -          | -          | -                              | -                              | -                              | 10    | 5     |
| Sous-total            | Sous-total                | Sous-total            | 10          | 5           | -                     | -                     | -          | -          | -                              | -                              | -                              | 10    | 5     |
| 2004-2005             | Seville FC                | Superliga             | 22+         | 7+          | 1+                    | 0+                    | -          | -          | -                              | -                              | -                              | 23    | 7     |
| 2005-2006             | Seville FC                | Superliga             | 23          | 4           | 2                     | 0                     | -          | -          | -                              | -                              | -                              | 25    | 4     |
| 2006-2007             | Seville FC                | Superliga             | 24          | 9           | 4                     | 1                     | -          | -          | -                              | -                              | -                              | 28    | 10    |
| Sous-total            | Sous-total                | Sous-total            | 69          | 20          | 7                     | 1                     | -          | -          | -                              | -                              | -                              | 76    | 21    |
| 2007-2008             | Rayo Vallecano            | Superliga             | 22+         | 5+          | 4                     | 0                     | -          | -          | -                              | -                              | -                              | 26    | 5     |
| 2008-2009             | Rayo Vallecano            | Superliga             | 22+         | 5+          | 3+                    | 0                     | -          | -          | -                              | -                              | -                              | 25    | 5     |
| 2009-2010             | Rayo Vallecano            | Superliga             | 17+         | 3+          | 2                     | 0                     | -          | -          | WCL                            | 2                              | 0                              | 21    | 3     |
| Sous-total            | Sous-total                | Sous-total            | 61          | 13          | 9                     | 0                     | -          | -          | -                              | 2                              | 0                              | 72    | 13    |
| 2010-2011             | RCD Espanyol              | Superliga             | 30          | 0           | 4                     | 0                     | -          | -          | -                              | -                              | -                              | 34    | 0     |
| 2011-2012             | RCD Espanyol              | Primera División      | 29          | 1           | 2                     | 0                     | -          | -          | -                              | -                              | -                              | 31    | 1     |
| 2012-2013             | RCD Espanyol              | Primera División      | 29          | 5           | 2                     | 2                     | -          | -          | -                              | -                              | -                              | 31    | 7     |
| Sous-total            | Sous-total                | Sous-total            | 88          | 6           | 8                     | 2                     | -          | -          | -                              | -                              | -                              | 96    | 8     |
| 2013-2014             | Athletic Bilbao           | Primera División      | 30          | 13          | 5                     | 0                     | -          | -          | -                              | -                              | -                              | 35    | 13    |
| 2014-2015             | Athletic Bilbao           | Primera División      | 29          | 3           | 1                     | 0                     | -          | -          | -                              | -                              | -                              | 30    | 3     |
| 2015-2016             | Athletic Bilbao           | Primera División      | 29          | 7           | 1                     | 0                     | -          | -          | -                              | -                              | -                              | 30    | 7     |
| 2016-2017             | Athletic Bilbao           | Primera División      | 26          | 1           | 1                     | 0                     | -          | -          | WCL                            | 2                              | 0                              | 29    | 1     |
| 2017-2018             | Athletic Bilbao           | Primera División      | 30          | 3           | 3                     | 1                     | -          | -          | -                              | -                              | -                              | 33    | 4     |
| 2018-2019             | Athletic Bilbao           | Primera División      | 30          | 6           | 2                     | 0                     | -          | -          | -                              | -                              | -                              | 32    | 6     |
| 2019-2020             | Athletic Bilbao           | Primera División      | 14          | 0           | 3                     | 1                     | -          | -          | -                              | -                              | -                              | 17    | 1     |
| 2020-2021             | Athletic Bilbao           | Primera División      | 29          | 4           | 0                     | 0                     | -          | -          | -                              | -                              | -                              | 29    | 4     |
| 2021-2022             | Athletic Bilbao           | Primera División      | 14          | 2           | 0                     | 0                     | -          | -          | -                              | -                              | -                              | 14    | 2     |
| Sous-total            | Sous-total                | Sous-total            | 231         | 39          | 16                    | 2                     | -          | -          | -                              | 2                              | 0                              | 249   | 41    |
| Total sur la carrière | Total sur la carrière     | Total sur la carrière | 464         | 84          | 42                    | 8                     | -          | -          | -                              | 10                             | 4                              | 516   | 96    |

- 18 matchs inconnus en championnat en 1998-99.
- 24 matchs inconnus en championnat en 1999-00 et 1 match de play-off inconnu.
- 26 matchs inconnus en championnat en 2000-01 et 2 matchs de play-offs inconnus.
- 20 matchs inconnus en championnat en 2001-02.
- 16 matchs inconnus en championnat en 2002-03.
- 16 matchs inconnus en championnat en 2003-04. (J 2,3,4,7,8,11,12,13,15,16,17,20,21,24,25,26)
- 1 match inconnu en championnat en 2004-05. (J 1)

- 2 matchs inconnus en 2007-08. (J 7,20)
- 5 matchs inconnus en 2008-09. (J 7,14,22,26,29)
- 8 matchs inconnus en 2009-10 dans le groupe C. (J 2,4,5,6,7,8,11,12)
- 4 matchs inconnus en coupe en 2000.
- 4 matchs inconnus en coupe en 2001.
- 4 matchs inconnus en coupe en 2002.
- 2 matchs inconnus en coupe en 2003.
- Match retour de 1/4 finale de la Copa de la Reina inconnu en 2005.
- Match aller de 1/4 finale de la Copa de la Reina inconnu en 2009.

https://www.youtube.com/watch?v=huX14LBCCJ8
https://somgranotes.wordpress.com/2017/09/27/seccion-goles-final-copa-de-la-reina-levante-ud-femenino-cff-irex-puebla-5-1-temporada-2000-01/
https://as.com/masdeporte/2002/06/30/polideportivo/1025410551_850215.html

### En sélection
Le tableau suivant dresse les statistiques de Vanesa Gimbert en équipe d'Espagne par année.
| Sélection | Année | Statistiques | Statistiques |
| Sélection | Année | Matchs       | Buts         |
| --------- | ----- | ------------ | ------------ |
| Espagne   | 1998  | 5            | 1            |
| Espagne   | 1999  | 3            | 0            |
| Espagne   | 2000  | 5            | 2            |
| Espagne   | 2001  | 4            | 1            |
| Espagne   | 2002  | 4            | 0            |
| Espagne   | 2003  | 2            | 0            |
| Espagne   | 2004  | 6            | 0            |
| Espagne   | 2005  | 5            | 1            |
| Espagne   | 2006  | 0            | 0            |
| Espagne   | 2007  | 2            | 0            |
| Espagne   | 2008  | 6            | 1            |
| Total     | Total | 42           | 6            |

| Compétition                                      | Matchs | Buts |
| ------------------------------------------------ | ------ | ---- |
| Qualifications Coupe du Monde (1999, 2003, 2007) | 14     | 3    |
| Qualifications Euro (2001, 2005, 2009)           | 23+    | 3    |
| Amical                                           | 3+     | 0    |
| Total                                            | 40+    | 6+   |